# Erik Ole Lindström
Erik Ole Lindström (* 1979 in Stockholm) ist ein schwedischer Autor von Kinderbüchern.

## Leben
Erik Ole Lindström wurde in Stockholm geboren. Zunächst war er für das Fernsehen tätig. Heute ist er Journalist und Schriftsteller. Er lebt zusammen mit seinem Sohn und seiner Tochter auf einer Insel im Stockholmer Schärengarten.

## Werke
- Meja Meergrün-Reihe
  - Meja Meergrün Coppenrath, Münster, 2017, ISBN 9783649623465.
  - Meja Meergrün rettet den kleinen Delfin Coppenrath, Münster, 2017, ISBN 9783649623472.
  - Meja Meergrün und das versunkene Schiff Coppenrath, Münster, 2018, ISBN 9783649626930.
  - Meja Meergrün und das sagenhafte Seeungeheuer Coppenrath, Münster, 2018, ISBN 9783649626985.
  - Meja Meergrün rettet den kleinen Eisbären Coppenrath, Münster, 2019, ISBN 9783649629429.
  - Meja Meergrün hilft den Schildkrötenbabys Coppenrath, Münster, 2020, ISBN 9783649629436.

- Die abenteuerliche Reise des Mats Holmberg Coppenrath, Münster, 2019, ISBN 9783649629474.